# Internationale Energieagentur
Die Internationale Energieagentur (IEA, englisch International Energy Agency) ist eine Kooperationsplattform im Bereich der Erforschung, Entwicklung, Markteinführung und Anwendung von Energietechnologien. Außerdem verfügt die Agentur über strategische Ölreserven, mit denen sie in den Ölmarkt eingreifen kann.
Gegründet wurde sie von 16 Industrienationen zum gemeinsamen Vorgehen gegen die damalige Ölkrise. Am 15. November 1974 wurde die Internationale Energiebehörde als autonome Einheit der OECD mit Sitz in Paris errichtet. Sie gilt als traditionell atomfreundlich. Wichtige Publikationen der IEA sind unter anderem die jährlich erscheinenden „Key Energy Statistics“ und der „World Energy Outlook“, die „Bibel der Energiewirtschaft“. Der ehemalige Chef-Ökonom Fatih Birol ist seit September 2015 der Exekutivdirektor der IEA.

## Wesentliche Positionen
Seit 2007 warnte die IEA wiederholt vor zunehmend deutlicheren Verknappungstendenzen auf den internationalen Ölmärkten. Angesichts steigender Nachfrage und abnehmender Fördermenge bestehe die Gefahr einer baldigen Ölknappheit – ein Szenario, das insbesondere von Anhängern der Peak-Oil-Theorie schon seit langem erwartet wird. Die IEA schrieb, dass die weltweiten Ölförderkapazitäten voraussichtlich sinken würden und die Ölreserven ebenso. Fast die Hälfte des Bedarfs müsse in Zukunft mittels neu erschlossener Ölfelder gedeckt werden, weil bestehende Reserven nach und nach versiegen. Je stärker die globale Ölnachfrage bei einem Aufschwung sein werde – vor allem in den USA, China und Indien –, desto früher könne dieser Engpass eintreten und das Weltwirtschaftswachstum drosseln. Alles deute auf eine „Angebotskrise“ hin, wodurch die Preise auf „Rekordniveau“ steigen könnten. Ein Ölpreis von bis zu 200 Dollar pro Barrel sei möglich. Die OPEC empfahl daher u. a. eine stärkere Ölförderung durch die Opec und mehr Energieeffizienz.
Nubuo Tanaka, von 2007 bis 2011 Executive Director der IEA, äußerte sich auf einer Energiekonferenz in London Ende Oktober 2007 besorgt in Hinblick auf die künftige Ölversorgungssicherheit: “Despite five years of high oil prices, market tightness will actually increase from 2009. New capacity additions will not keep up with declines at current fields and the projected increase in demand” (Den seit fünf Jahren hohen Ölpreisen zum Trotz wird die Marktverknappung [an Öl] von 2009 an tatsächlich zunehmen. Neue Reservenergänzungen werden mit dem Förderrückgang in den derzeit ausgebeuteten Ölfeldern und mit dem zu erwartenden Anstieg der Nachfrage nicht Schritt halten). Tatsächlich fiel der Ölpreis im zweiten Halbjahr 2007 stark (von ~140 USD auf ~40 USD im Dezember 2007) und schwankte nach dem Ende einer weltweiten Wirtschaftskrise in den Jahren 2012 bis 2015 zwischen 100 und 120 USD.
In ihrem World Energy Outlook 2008 bezeichnete die IEA die konventionellen Energieträger (Öl, Kohle und Gas) erstmals als „eindeutig nicht zukunftsfähig“ aus ökologischer, aus wirtschaftlicher und aus sozialer Sicht. „Dazu bedarf es nichts Geringerem als einer Energierevolution“. Erstmals warnte die IEA darin vor einer „katastrophalen, irreversiblen Schädigung des Weltklimas“ (→ globale Erwärmung). Da sich der Rückgang der Ölfördermengen beschleunige, bei gleichzeitigem Anstieg des Verbrauchs um 45 Prozent, seien Engpässe beim Öl wahrscheinlich. Mit welchen Ölquellen der steigende Bedarf gedeckt werden solle, wie viel die Förderung dieses Öls kosten werde und wie viel die Verbraucher dafür zahlen müssten, sei sehr ungewiss.
Im World Energy Outlook 2013 empfahl die IEA stärkere Anstrengungen zur Energieeffizienz. Voraussetzung für mehr Energieeffizienz sei, die weltweiten Subventionen für fossile Energieträger abzuschaffen, die 2012 544 Milliarden US-Dollar betrugen, während erneuerbare Energien mit 100 Milliarden Dollar unterstützt wurden.
Im World Energy Outlook 2014 drängte die IEA erneut auf stärkere Maßnahmen für Energieeffizienz und Versorgungssicherheit und stellte erstmals Szenarien bis zum Jahr 2040 vor. Der Weltenergiebedarf nehme bis 2040 um 37 % zu, was Druck auf die Energieversorgung erzeuge. Kohle und Öl würden bis dahin wachsen und sich anschließend auf dem Verbrauchsniveau einpendeln. Erneuerbare Energien würden zügig zunehmen, aufgrund stark fallender Kosten und staatlicher Förderung, und Kohle als wichtigsten Energieträger ablösen. Allein die Hälfte der zusätzlichen Nachfrage werde durch Erneuerbare gedeckt. Erneuerbare, Öl, Erdgas und Kohle würden 2040 jeweils ein Viertel des globalen Primärenergieverbrauchs stellen.
Im World Energy Investment Outlook 2014 berichtete die IEA, dass im Jahr 2013 ca. 1,6 Billionen Dollar weltweit im Energiesektor investiert wurden, hiervon mehr als 1 Billion für fossile Energieträger und 250 Mrd. für erneuerbare Energien. Aufgrund des Schwerpunkts fossiler Energien steuere die Welt auf eine globale Erwärmung um vier Grad zu. Um das Zwei-Grad-Ziel zu erreichen, sei allerdings kein großer finanzieller Mehraufwand notwendig. „Das Geld muss nur anders ausgegeben werden.“ Insgesamt prognostizierte die IEA, dass innerhalb von 20 Jahren weltweit 48 Billionen US-Dollar investiert werden müssten, um die Versorgungssicherheit aufrechtzuerhalten. Die jährlichen Investitionen würden auf zwei Billionen ansteigen. Für erneuerbare Energien forderte die IEA weltweite Investitionen von 5,8 Billionen Dollar bis 2035.
Im World Energy Outlook Special Report 2015 forderte die IEA im Vorfeld der UN-Klimakonferenz in Paris 2015 ein ambitioniertes UN-Klimaschutzabkommen, nach dem die globalen Treibhausgas-Emissionen im Jahr 2020 ihren Höhepunkt erreichen sollen. Subventionen für fossile Energieträger sollten beendet werden und Investitionen in erneuerbare Energien deutlich erhöht werden. Am 12. Dezember 2015 schlossen 154 Vertragsparteien das Übereinkommen von Paris.

## Mitgliedstaaten
Derzeit sind 31 Staaten Mitglieder (in alphabetischer Sortierung):
- Australien
- Belgien
- Dänemark
- Deutschland
- Estland
- Finnland
- Frankreich
- Griechenland
- Vereinigtes Königreich
- Irland
- Italien
- Japan
- Kanada
- Litauen
- Luxemburg
- Mexiko
- Niederlande
- Neuseeland
- Norwegen
- Österreich
- Polen
- Portugal
- Spanien
- Schweden
- Schweiz
- Slowakei
- Südkorea
- Tschechien
- Türkei
- Ungarn
- Vereinigte Staaten

Elf Staaten haben den Status eines assoziierten Landes:
- Ägypten
- Argentinien
- Brasilien
- Volksrepublik China
- Indien
- Indonesien
- Marokko
- Singapur
- Südafrika
- Thailand
- Ukraine

Fünf Staaten streben derzeit die Mitgliedschaft an:
- Chile
- Israel
- Kolumbien
- Lettland
- Costa Rica

## Beurteilung der deutschen Energiepolitik
In ihrem Länderbericht 2013 urteilt die IEA über die deutsche Energiepolitik, das Erneuerbare-Energien-Gesetz habe sich „als sehr wirksames Instrument zur Verbreitung der erneuerbaren Energien und insbesondere der Stromerzeugung durch Biomasse, Windenergie und Photovoltaik erwiesen. Zudem hat es sich als erfolgreich bei der Drosselung der Kosten erwiesen, wie sich in besonderem Maße an der Senkung der Einspeisetarife für Solarstrom zeigt, zu der es in Antwort auf die rasche Expansion dieser Technologie in den letzten vier Jahren gekommen ist.“
Darüber hinaus stellt der Bericht fest:

„Deutschland muss […] mit der Entwicklung kosteneffizienter marktorientierter Konzepte fortfahren, um die erwartete Expansion der dargebotsabhängigen erneuerbaren Energien zu begleiten. Außerdem müssen Kosten und Nutzen gerecht und transparent, unter besonderer Beachtung der privaten Haushalte, auf alle Marktteilnehmer verteilt werden. Die Expansion der erneuerbaren Energien muss in Zukunft parallel zum zeitnahen Ausbau der Übertragungs- und Verteilungsnetze erfolgen. Zudem bedarf es eines stabilen Regulierungsrahmens, um langfristige Finanzierungsmöglichkeiten für die Netzbetreiber zu gewährleisten. Darüber hinaus gilt es, Deutschlands Kapazität zur Deckung des Spitzenlastbedarfs auf mittlere Sicht weiter genau zu beobachten.“

## Kritik

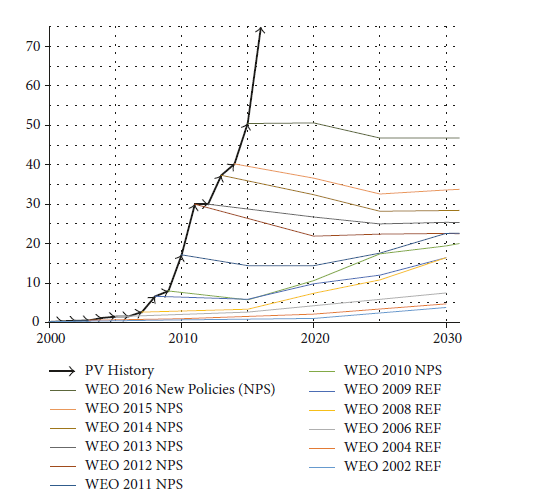
Tatsächliche Entwicklung der installierten Photovoltaik-Leistung (GW_{p}) im Vergleich mit den IEA-Prognosen 2002–2016

Die IEA wird von Wissenschaftlern und Verbänden mehrfach für ihre drastischen Fehlprognosen zu Wachstumspotential und Kosten der erneuerbaren Energien in den jährlich herausgegebenen World-Energy-Outlook-Berichten kritisiert. Insbesondere unterschätzte sie den tatsächlichen Photovoltaik-Zubau wiederholt bei weitem. So schrieb der Energiewirtschaftler Konrad Mertens, die IEA sei „eher den fossilen Energien zugewandt“ und traue der Photovoltaik „auch für die Zukunft immer nur gerade das Wachstum zu, das aktuell bereits eingetreten war“. So habe die IEA 2004 für 2030 eine PV-Leistung von 80 GW prognostiziert; dieser Wert wurde 2012 erreicht. 2008 habe sie für 2030 200 GW PV-Leistung erwartet, 2017 habe der reale Wert jedoch bereits bei über 400 GW gelegen. Zudem habe sie noch 2017 prognostiziert, dass die Preise großer Photovoltaikanlagen bis im Jahr 2030 auf 1000 $/Kilowatt Peak fallen würden. Diese Vorhersage sei sogar nach nur einem Jahr von der Realität überholt worden.
Beispielsweise wurde im World Energy Outlook 2015 ein Abbruch des Marktwachstums der Photovoltaik angenommen; dieser Prognose zufolge sollte der künftige Zubau unter die Rate von 2013 fallen. Tatsächlich stieg der Zubau drastisch an.
Eine 2015 publizierte Studie der Energy Watch Group und der TU Lappeenranta kam zum Ergebnis, dass die IEA zwischen 1994 und 2014 regelmäßig das Wachstum von Photovoltaik und Windenergie unterschätzte. Die von der IEA im Jahr 2010 veröffentlichten Projektionen für Photovoltaik für das Jahr 2024 wurden der Studie zufolge bereits im Januar 2015 erreicht (180 GW), was die IEA-Prognose für 2015 um den Faktor 3 übersteigt. Die Windkapazitäten von 2010 überstiegen die 2002 gemachten Projektionen um 260 % und die Voraussagen aus 2005 um 104 %. Die IEA-Voraussagen für Windkraft für das Jahr 2030 seien also bereits 20 Jahre früher erreicht worden. Ähnlich habe die IEA die Bedeutung von Kohle, Öl und Atomkraft regelmäßig überschätzt. So gehe die IEA trotz eines Rückgangs der Atomkraft unverändert von einem jährlichen Wachstum von ca. 10 GW im kommenden Jahrzehnt aus. In einer Presseaussendung stellt die IEA mit dem Satz „80% of the increase in global electricity generation in 2024 was provided by renewable sources and nuclear“ die Atomstromproduktion so neben die erneuerbaren Energieträger, als würden beide im großen Stil ausgebaut werden. Während sie für die Erneuerbaren bekanntgab, dass diese um 700 GW ausgebaut wurden, verschwieg sie, dass Atomstromkapazitäten nicht einmal um ein Hundertstel davon, nämlich 6,84 GW ausgebaut wurden. Im mit der Presseaussendung angekündigten Dokument gibt sie den Zuwachs der Atomstromkapazität mit 7 GW an, verschweigt darin aber, dass im selben Jahr nach ihren eigenen Zahlen durch Abschaltungen von AKWs 2,89 GW weggefallen sind.
In Reaktion auf den weltweit dynamischen Ausbau der erneuerbaren Energien, der die Prognosen deutlich übertraf, korrigierte die IEA im Jahr 2016 ihre Prognosen etwas. Auch im Jahr 2017 schätzte die IEA den Photovoltaik-Zubau geringer ein als die real erreichten Werte und prognostiziert für die langfristige Zukunft fallende Zubauwerte. Auch im 2018 erschienenen World Energy Outlook prognostizierte die IEA in ihrem Basiszenario bis 2035 einen kontinuierlichen Rückgang des weltweiten Photovoltaikzubaus.